# Daniel Glazman
Daniel Glazman (25 febbraio 1967) è un programmatore francese, famoso per essere stato lo sviluppatore principale dell'editor HTML open source Nvu sino al 2006.

## Biografia
Ha lavorato per EDF, così come per Netscape. Parallelamente a ciò, ha fatto parte del lavoro di normalizzazione del linguaggio CSS, al W3C.
Specializzato nell'edizione di documenti SGML e XML, ha lavorato su Composer, l'Editor web della piattaforma Mozilla Suite, quando era a Netscape.
Nel 2003 ha creato la società Disruptive Innovations e si occupava dello sviluppo di Nvu, un programma basato sul Mozilla Composer. Dopo l'abbandono dello sviluppo di Nvu nel corso del 2006, quest'ultimo è sviluppato dal francese Fabien Cazenave con il nome di KompoZer.